# Microdon aurifascia
Microdon aurifascia är en tvåvingeart som beskrevs av Hull 1944. Microdon aurifascia ingår i släktet myrblomflugor, och familjen blomflugor. Inga underarter finns listade i Catalogue of Life.